# 166 Rhodope
Rodope (166 Rhodope) è un piccolo asteroide della fascia principale del sistema solare. Venne scoperto il 15 agosto 1876 da Christian Heinrich Friedrich Peters, dall'osservatorio dell'Hamilton College di Clinton (New York). Fu battezzato così in onore di Rodope, la regina di Tracia che, secondo la mitologia greca, venne trasformata in una montagna.
La superficie dell'asteroide è di colore scuro.
Per i suoi parametri orbitali, Rodope è comunemente considerato membro della famiglia di asteroidi Adeona.

## Occultazione del 19 ottobre 2005

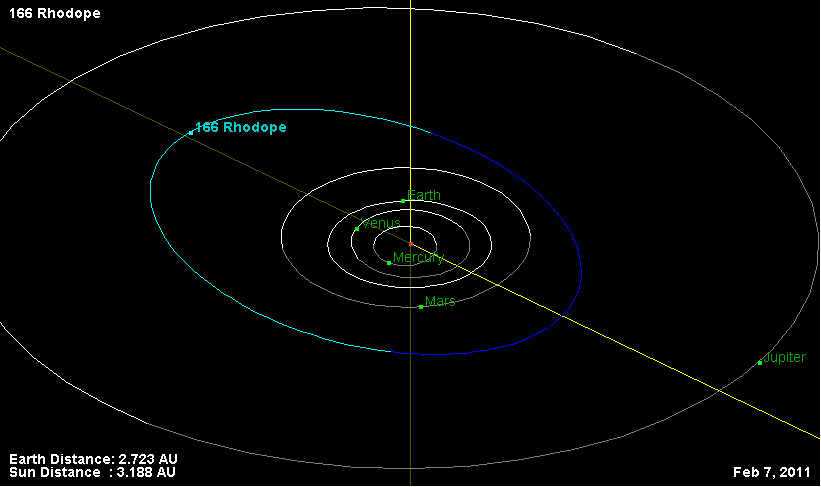
Orbita di 166 Rhodope

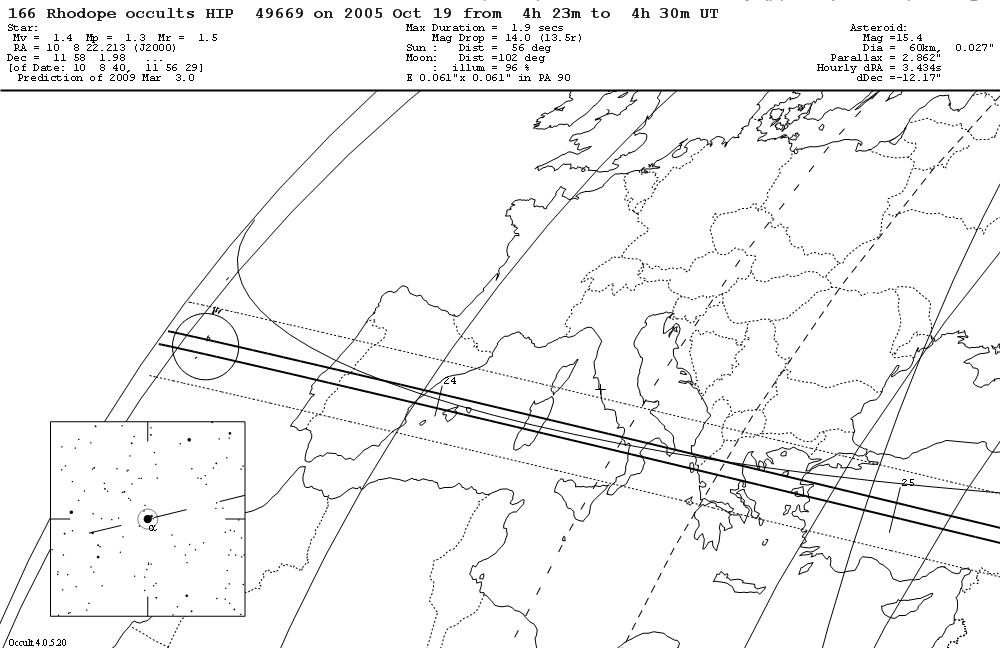
Rhodope occulta la stella Regolo: tracciato al suolo delle zone interessate

Alle ore 06:24:30 del 19 ottobre 2005 è stata visibile da Terra un'occultazione da parte di Rhodope di Regolo, la stella più brillante della costellazione del Leone. Data la bassa magnitudine apparente di Regolo - appena 1,36 - l'evento è stato visibile a occhio nudo. L'occultazione ha avuto una durata massima di circa 2 secondi; l'ombra proiettata da Rhodope ha attraversato l'Europa meridionale, in particolare Portogallo, Spagna, Italia, Grecia e Turchia. In Italia, il cilindro d'ombra ha sorvolato la Sardegna meridionale, le isole siciliane (Ustica, Isole Eolie e Stromboli) e la Calabria all'altezza di Vibo Valentia (Capo Vaticano).
Nonostante le cattive condizioni atmosferiche, che hanno impedito ogni osservazione dalla costa ionica, riscontri positivi si sono registrati sul versante tirrenico e in Spagna e Grecia. I risultati preliminari delle analisi sembrano confermare un diametro di Rhodope pari a circa 59 chilometri.